# La Compagnie : le grand roman de la CIA
La Compagnie (publié en anglais en 2002 sous le titre original The Company: A Novel of the CIA, en traduction française en 2003) est un roman d'espionnage du journaliste et écrivain américain Robert Littell.

## Résumé
Du Berlin de 1950 à la Crimée de 1991 et de Budapest de 1956 à l'Union sovietique de Gorbatchev en passant par la Baie des Cochons de 1961 et l'Afghanistan de 1983, Robert Littell se fait l'habile chroniqueur de la guerre froide, dont il restitue les intrigues, les réseaux d'espionnage (CIA, KGB etc.) et la complexité. 

## Adaptation
Le roman a été adapté sous la forme d'une mini-série de trois épisodes de 96 minutes chacune (durée totale de 286 minutes). Intitulée The Company, elle a été diffusée sur la chaîne américaine TNT en été 2007 et sur la chaîne française Canal+ en février 2008.